# Natació als Jocs Olímpics d'Estiu de 1912 - relleus 4x100 metres lliures femenins

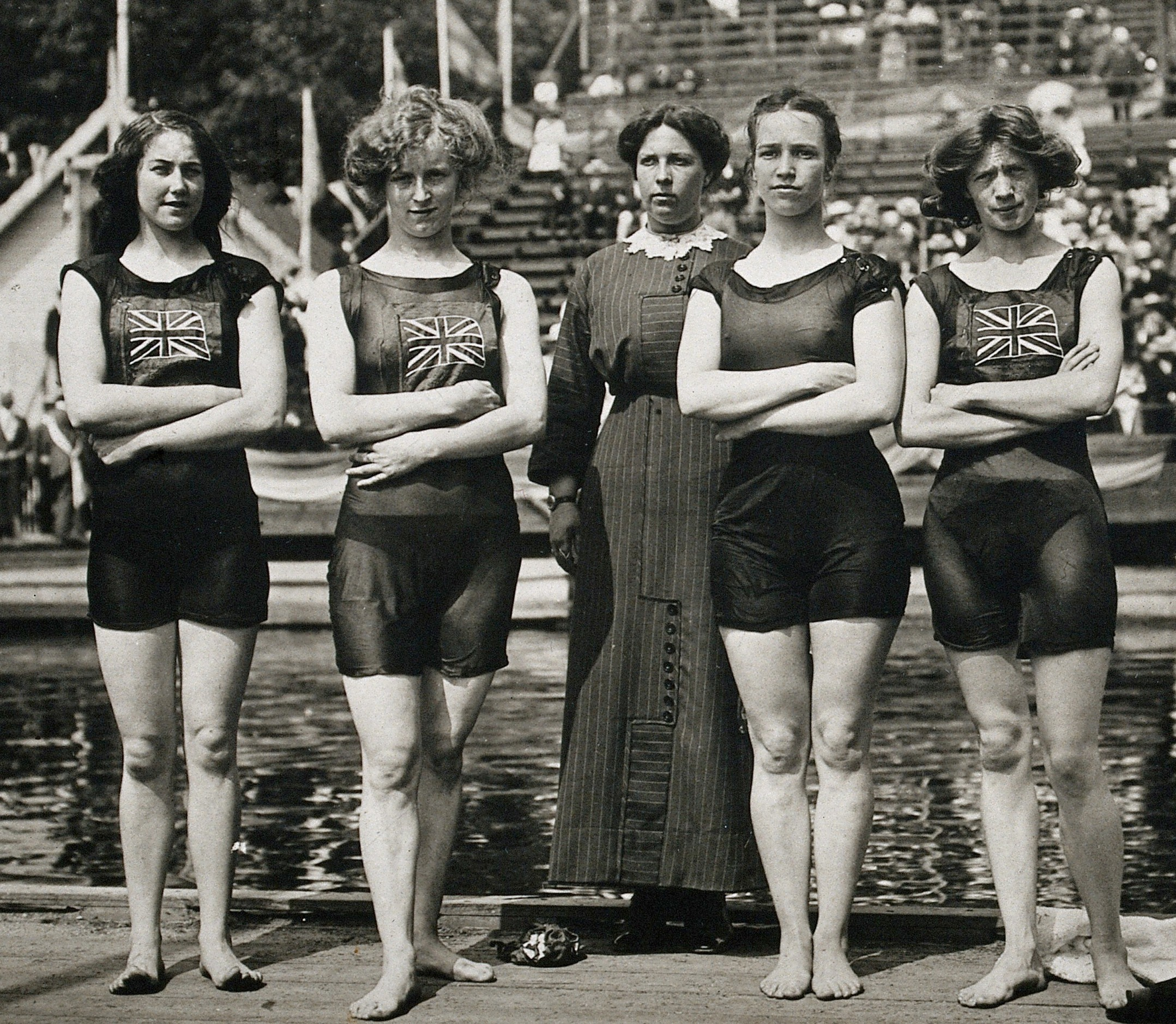
Equip britànic als Jocs de 1912. Belle Moore, Jennie Fletcher, Annie Speirs i Irene Steer.

Els relleus 4x100 metres lliures femenins va ser una de les nou proves de natació que es disputaren als Jocs Olímpics d'Estocolm de 1912. Aquesta era la primera vegada que es disputava aquesta prova en uns Jocs, igual com els 100 metres lliures. La competició es disputà del dilluns 15 de juliol de 1912.
Sols hi van prendre part 16 nedadores procedents de 4 països. Australàsia, tot i tenir les dues millors nedadores de la prova individual, no va poder disputar la cursa perquè no tenien cap altra dona que pogués completar el relleu. El Regne Unit, amb dues finalistes de la prova individual, guanyà l'or, mentre Alemana guanya la plata i Àustria el bronze.

## Medallistes
| Or                                                                   | Plata                                                                        | Bronze                                                              |
| Regne UnitBelle Moore · Jennie Fletcher · Annie Speirs · Irene Steer | Imperi AlemanyWally Dressel · Louise Otto · Hermine Stindt · Grete Rosenberg | ÀustriaMargarete Adler Klara Milch Josephine Sticker Berta Zahourek |

## Rècords
No hi havia cap rècord olímpic ni mundial abans de la celebració dels Jocs Olímpics de 1912.
| Rècord del Món | - | cap | - | - |
| Rècord Olímpic | - | cap | - | - |

## Resultats

### Final
| Posició | Nedadores                                                             | Temps     |
| ------- | --------------------------------------------------------------------- | --------- |
| 1       | Belle Moore, Jennie Fletcher, Annie Speirs, Irene Steer (GBR)         | 5:52.8 WR |
| 2       | Wally Dressel, Louise Otto, Hermine Stindt, Grete Rosenberg (GER)     | 6:04.6    |
| 3       | Margarete Adler, Klara Milch, Josephine Sticker, Berta Zahourek (AUT) | 6:17.0    |
| 4       | Greta Carlsson, Greta Johansson, Sonja Johnsson, Vera Thulin (SWE)    |           |